# Zefferino Cerquaglia
Zefferino Cerquaglia (Montecastrilli, 27 agosto 1946) è un politico italiano, della provincia di Terni.

## Biografia
Si iscrive al Partito Socialista Italiano dal 1962, dove milita prima nella Provincia di Terni, per poi diventare un dirigente del PSI in ambito regionale e nazionale, impegnato prima nella Federazione dei Giovani Socialisti e poi nella Federazione Nazionale del PSI, ottenendo incarichi sia esterni che interni al partito.
Dopo essersi laureato in Pedagogia, nell'Università La Sapienza di Roma, inizia ad insegnare nella scuola media della provincia di Sassari dal 1970 al 1973, per poi passare dal 1973 al 2007, nelle scuole della provincia di Terni. Nominato consigliere comunale a Montecastrilli, dal 1970 al 1975, diviene sindaco di Avigliano Umbro dal 1975 al 1985, ricoprendo contemporaneamente il ruolo di presidente dell'Unità Locale dei servizi socio sanitari del Narnese Amerino dal 1980 al 1985. Dal 1985 al 1989 viene eletto Presidente della Provincia di Terni, con una coalizione composta dal PSI, dal PCI e dal PRI e divenendo poi consigliere provinciale dal 1989 al 1995.
Dal 2006 al 2011 è stato assessore e consigliere comunale ad Avigliano Umbro e dal 2009 al 2014 è stato consigliere provinciale a Terni.
All'attività politica affianca il ruolo di presidente dell'audac-Teatro stabile dell'Umbria dal 1992 al 1994, collaborando con varie testate giornalistiche locali.
È autore di numerosi libri sulla storia moderna dei Comuni di Todi, Montecastrilli e Avigliano Umbro tra XVIII e XX secolo.